# Залізорудна промисловість України
Залізорудна промисловість України — високорозвинена галузь економіки України.

## Загальна характеристика
У країні наприкінці XX ст. добувалося 13,5 % від обсягу світового видобутку зал. руди. Усього наприкінці XX ст. (1997-98 рр.) працювало 18 шахт і 11 кар’єрів. Основна продукція гірничодобувних підприємств: багаті руди (Fe 54-61 %), концентрат (Fe 63,8-66 %), залізорудні окатки (окатиші) і агломерат. Річний видобуток руди в Україні сягав у 1997 р. 115 млн т, у 2000 р. – 55,9 млн т, у 2001 – 54,66 млн т. Виробництво Fe-концентрату в 2001 становило 42,29 млн т, котунів (обкотишів) – 11,99 млн т і знижувалося. Виробництво аґломерату – 10,92 млн т і зростало.
Розробляються родовища в Полтавській, Дніпропетровській і Запорізькій областях. Основним промисловим типом є багаті мартитові руди в залізистих кварцитах, а також гематитові руди і бурі залізняки. Як правило, в металургійне виробництво вони поступають без збагачення, незначна частину піддають магнітній сепарації. Приблизно 75 % залізняку добувається відкритим способом і близько 25 % – підземним.
Україна займає 7-е місце у світі за виробництвом сталі – 33,1 млн т сталі в 2001 (+5,4 % до 2000). Сталева індустрія дуже залежить від експорту. У 2001 р. експорт становив 28,7 млн т сталі (87 % видобутку руди). Експорт металу забезпечує 47 % надходжень іноземної валюти для країни. Станом на 2000 р. частка України у світовому виробництві заліза становила 4 %. Запасів залізних руд в країні вистачає на сотні років видобутку і переробки.

## Основні залізорудні басейни України
Основним районом залізорудної промисловості є Криворізький залізорудний басейн, який дає понад 90 % видобутку залізної руди. Промисловий комплекс Криворіжжя станом на початок XXI ст. може добувати на рік понад 190 млн т сирих руд і отримувати з них близько 70 млн т товарної продукції. Розробляються як багаті залізні руди, так і бідні магнетитові кварцити, бурі оолітові залізняки. Видобуток ведеться підземним і відкритим способами. Багаті руди добувають на 16 шахтах ВО “Кривбасруда", на шахті “Центральна" Інгулецького ГЗК і шахті “Експлуатаційна" Запорізького залізорудного комбінату. Роботи ведуться на глибині 1000-1300 м, відпрацьовуються майже 190 рудних тіл потужністю від 2 до 180 м. Системи розробки, що застосовуються — з обваленням руди і вмісних порід (близько 60 %), з відкритим очисним простором (близько 20 %) і з закладенням виробленого простору (близько 20 %). Всі основні процеси видобутку руди механізовані. Гірничотранспортне обладнання — бурові каретки, навантажувально-транспортні машини; прохідницькі комбайни, вібротехніка і інше.
Відкритий видобуток у кінці XX ст. проводився на кар'єрах Південного ГЗК, Новокриворізького ГЗК, Центрального ГЗК, Північного ГЗК, Інгулецького ГЗК, Полтавського ГЗК і Камиш-Бурунського залізорудного комбінату. Глибина кар’єрів понад 200 м (максимум до 320-350 м). Обсяги розкривних робіт 180 млн м3. Використовується циклічно-потокова технологія. Застосовуються буро-підривні роботи, а також крокуючі екскаватори. У 2002-2003 р. для підривних робіт почали застосовувати екологічно і фізіологічно безпечну ВР нового покоління – украніт.
Понад 80% руди, що добувається в Кривбасі підлягає збагаченню. Тонко подрібнені магнетитові кварцити переробляють мокрою магнітною сепарацією; на ряді комбінатів впроваджена суха магнітна сепарація дробленої руди перед подрібненням. Частка концентратів в товарній руді 72-74 %. Грудкування концентратів проводиться на фабриках Центрального, Північного і Полтавського ГЗК, випуск аґломерату на аґломераційних фабриках Південного, Новокриворізького ГЗК.
Планується переробка окиснених залізних руд на Криворізькому ГЗК окиснених руд (КГЗКОР) поблизу м. Долинська Кіровоградської області. Згідно з проектом продуктивність за рудою І черги повинна складати 26,4 млн т на рік (10,8 млн т концентрату, 9,9 млн т обкотишів з вмістом заліза 58,7 %). Будівництво розпочато у 1985 р. Введення в експлуатацію КГЗКОРу передбачено планами розвитку гірничо-металургійного комплексу України до 2010 р. Комбінат є міжнародним промисловим об’єктом, у його проекті беруть участь крім України (56,4 %) Румунія (28 %) та Словаччина (15,6м %). Пуск комбінату дозволить вирішити актуальну проблему залучення до промислової переробки слабкомагнітні окиснені руди, які є відходами діючих гірничо-збагачувальних комбінатів (раніше складувалися у відвали разом з іншими пустими породами, що привело до втрати близько 500 млн т залізорудної окисненої сировини до 1980 р.). Розрахунковий прибуток від реалізації проекту комбінату становить 14,0 млн дол. США на рік, крім того, очікується суттєве покращення екологічної ситуації в регіоні Кривбасу. Створюється близько 2700 нових робочих місць.
На початку XXI ст. найбільшим виробником концентрату був Інгулецький ГЗК – 10.4 млн т у 2001 (-9.6 % до 2000). Південний ГЗК виробляв 8,3 млн т (-0,6 % до 2000), Полтавський ГЗК – 5,19 млн т (-20,3 % до 2000) концентрату. Новокриворізький ГЗК підвищував виробництво концентрату – 6,59 млн т (+9,8 % до 2000), Північний – 6,57 млн т (+9,9 %) [Mining Annual Review 2002].
Як показала практика експлуатації Криворізьких залізорудних родовищ, всі вони є комплексними. У процесі попутного видобутку або переробки відходів збагачення залізняку можливе вилучення ґранату, мусковіту, тальку, скандію, ванадію, літію, берилію, золота— всього близько 50 видів металевих і неметалічних корисних копалин.

## Екологічні проблеми
Експлуатація залізорудних родовищ призвела до стрімкого погіршення екологічного стану внаслідок:
•	відторгнення родючих земель під гірничі відводи (копальні, кар’єри, шахти, відвали, шламосховища і т. д.);
•	порушення природних гідрогеологічних режимів підземних і поверхневих водотоків, зневоднення великих територій, підтоплення великих площ, засолення ґрунтів, погіршення якості питних, ґрунтових і відкачуваних вод та ін.;
•	запилення, загазованості повітряного басейну і потрапляння у сферу життя людини (у води, ґрунти, повітря) шкідливих хімічних сполук важких металів, сірки, азоту, вуглеводню, оксидів заліза, кремнію та ін.
Значні зміни навколишнього середовища відбулися у Криворізькому залізорудному басейні. Екстенсивна експлуатація родовищ залізних руд у басейні протягом довгого часу зумовила катастрофічне порушення еколого – геологічного стану. У м. Кривому Розі на вузькій смузі протяжністю більше 100 км відмічена рекордна концентрація гігантських гірничовидобувних і переробних підприємств, де проживає близько 1 млн. людей. На кожного з них припадає майже 2 тонни шкідливих промислових викидів, в результаті чого м. Кривий Ріг вийшов на одне з перших місць у країні з онкозахворювань. Місто виявилося перед перспективою екологічного колапсу.
Постійне нарощування потужностей гірничовидобувних підприємств, орієнтованих на видобування з надр лише одного заліза, призвело до того, що до кінця 1980-х р. р. з гірничої маси, що видобувається, яка складає близько 500 млн. т/ рік, на металургійний переділ спрямовується близько 100 млн. т. Решта частина є відходами виробництва і йшла у відвали і хвостосховища, які розміщуються на великих площах, раніше зайнятих родючими землями.
На початок ХХІ ст. у хвостосховищах знаходилося близько 2,5 млрд. т шламів, які займають площу 7,1 тис. га. Середній вміст заліза в них 15%. Кар’єри в басейні займають 3,9 тис. га. Площа під відвали розкритих порід і некондиційних руд до 1990 р. складала 6 тис. га. Висота відвалів в середньому складає 60 – 70 м, хоч деякі з них досягли вже стометрової відмітки. Довжина їх 3 – 4 км, ширина 1,5 – 2 км. Проектуються відвали висотою 120 м. Для наочності відвали Криворізького басейну можна уявити у вигляді зрізаної піраміди зі стороною основи 7,75 км і висотою 70 м. Загальна площа відчужених земель до 1990 р. досягла 69,8 тис. га, тоді як площа рекультивованих земель не перевищувала 700 га, тобто близько 1%.
Це свідчить про те, що можливості екстенсивного розширення відтворення у ХХ ст. в цьому регіоні вичерпані. Продовження даної технічної політики експлуатації залізорудних родовищ призведе до кризового становища, яке буде виражене у різкому зменшенні обсягів видобутку, не дивлячись на великі запаси залізних руд у басейні.

## Підприємства залізорудної промисловості України
- Шахта «Гігант-Глибока»
- Інгулецький гірничо-збагачувальний комбінат
- Комиш-Бурунський залізорудний комбінат
- Кривбасруда
- Криворізький гірничо-збагачувальний комбінат окиснених руд
- Новокриворізький гірничо-збагачувальний комбінат
- Південний гірничо-збагачувальний комбінат
- Північний гірничо-збагачувальний комбінат
- Полтавський гірничо-збагачувальний комбінат
- Центральний гірничо-збагачувальний комбінат
- Балаклавське рудоуправління